# Сокол (дем Довища)
Вижте пояснителната страница за други значения на Сокол.
Сокол (на гръцки: Συκιά, Сикия, катаревуса: Συκέα, Сикеа, до 1927 година Σοκόλ, Сокол) е село в Гърция, дем Довища, област Централна Македония.

## География
Селото е разположено източно от град Сяр (Серес) в Сярското поле, в южното подножие на планината Сминица (Меникио).

## История

### Етимология
Според Йордан Н. Иванов името, което е от сокол говори за това, че селището в миналото ще да е било соколарско.

### В Османската империя
В „Етнография на вилаетите Адрианопол, Монастир и Салоника“, издадена в Константинопол в 1878 година и отразяваща статистиката на населението от 1873 година, Соколи (Sokoli) е посочено като село с 45 домакинства, като жителите му са 115 мюсюлмани.
Към 1900 година според статистиката на Васил Кънчов („Македония. Етнография и статистика“), населението на Сокол брои 280 жители, от които 180 гърци и 100 турци християни.

### В Гърция
През Балканската война селото е завзето от части на българската армия, но остава в Гърция след Междусъюзническата война. Според преброяването от 1928 година селото е изцяло бежанско с 40 бежански семейства и 158 души. В 1927 година селото е прекръстено на Сикия.
В 1955 година е построена църквата „Въздвижение на Светия кръст“.